# 日本検査
日本検査株式会社（にほんけんさ、英語：Japan Inspection Co., Ltd.）は、東京都中央区に本社を置く、工業用プラント設備・機器の検査（第三者検査、代行検査）、海事鑑定検査、技術者派遣等を行う企業である。

## 会社概要
日本検査株式会社は、1953年4月に日本で最初の民間検査機関として日本機械工業連合会を母体として設立された。
1953年12月に通商産業大臣より機械・金属、鉄鋼製品の適正な検査機関としての大臣認定を受ける。
以来、一貫して各種プラント設備・機器類の検査（第三者検査・代行検査）、金属素材の検査、海事関連の検査ならびに環境測定・分析などの事業を国内外問わず広く展開している。
1994年に電気事業法に基づく安全管理審査機関として登録され、電気工作物の使用前・定期安全管理審査業務を開始する。また、2017年4月にISO/IEC 17020 Type Aの検査機関認定を取得し、独立性の高い第三者検査機関として活動を開始した。

## 沿革
- 1953年（昭和28年） 4月　 『日本検査株式会社』設立。輸出機械の検査開始
- 1953年（昭和28年） 12月　 通商産業大臣より検査機関として認定
- 1963年（昭和38年） 4月　　試験・分析事業開始（東京・大阪）
- 1963年（昭和38年） 10月　 海事関連事業（鑑定・検量）開始
- 1992年（平成4年）　10月　 ISOマネジメントシステム支援事業開始（『日本検査キューエイ』(株)設立）
- 1994年（平成6年）　8月　　火力発電設備、風力発電設備等の安全管理審査業務を開始[2]
- 1998年（平成10年） 8月　　ISO 9001 マネジメントシステム（品質）認証取得
- 2004年（平成16年） 10月　 一般労働者派遣事業開始
- 2008年（平成20年） 10月　『日本環境検査株式会社』設立
- 2011年（平成23年） 12月　『洁克技术咨询（上海）有限公司』設立
- 2017年（平成29年） 4月　　ISO/IEC 17020（JIS Q 17020）認定取得。第三者検査機関としての活動を開始[3]
- 2017年（平成29年） 9月　 『PT. Japan Inspection Consulting Service Indonesia (PT. JICSI)』(インドネシア現地法人)設立
- 2019年（平成31年） 1月　　アブダビ支店開設、インド法人設立
- 2020年（令和2年）  8月　　ISO 45001 マネジメントシステム（労働安全衛生）認証取得

## 関係会社
詳細は日本検査ウェブサイト「関係会社」参照
（https://jic-global.com/about-us/affiliated-company/ ）
- 日本環境検査（http://www.nihon-kankyo.jp/ ）
- 洁克技术咨询（上海）有限公司（略称 JIC上海）
- PT. Japan Inspection Consulting Service Indonesia (PT. JICSI)
- JAPAN INSPECTION CONSULTING SERVICES INDIA PRIVATE LIMITED

## 拠点
詳細は日本検査ウェブサイト「拠点一覧」参照
（https://jic-global.com/about-us/%e6%8b%a0%e7%82%b9%e4%b8%80%e8%a6%a7/ ）
理化学試験事業部
- 理化学試験センター
- 和歌山事務所

営業所
- 鹿島営業所
- 君津営業所
- 名古屋営業所
- 大阪営業所
- 和歌山営業所
- 神戸営業所
- 西日本営業所
- 徳山営業所
- 大分営業所
- 須崎営業所

## 特記事項
認定・免許・登録
- 機械金属類、鉄鋼製品および化学品の検査機関認証（通商産業省）
- 港湾運送事業法、鑑定・検量事業の検査機関免許（運輸省）
- 電気事業法、安全管理審査機関登録（経済産業省）
- 環境計量証明事業所登録（大阪府）
- 作業環境測定機関登録（大阪労働基準局）
- 建築物飲料水水質検査業登録（大阪府）
- ISO 9001:2015 認証（Lloyd’s Register）
- ISO 45001:2018 認証（Lloyd’s Register）
- ISO/IEC 17020（JIS Q 17020）認定(JAB)
- 一般労働者派遣事業許可（派13-300346 H16.10.1）
- 有料職業紹介事業許可（13-ユ-302563 H19.9.1）
- Indian Boiler Regulation (India)
- Pakistan Boiler Regulation (Pakistan)
- DOSH (FMA:Factories & Machinery Act) (Malaysia)
- Bureau of Foreign Procurement Department (Korea)